# Santa Cruz de Nogueras
Santa Cruz de Nogueras är en kommun i Spanien.   Den ligger i provinsen Provincia de Teruel och regionen Aragonien, i den nordöstra delen av landet, 230 km öster om huvudstaden Madrid.